# Les Baigneuses (Valadon)
Pour les articles homonymes, voir Les Baigneuses (homonymie).
Les Baigneuses est un tableau réalisé en 1923 par la peintre française Suzanne Valadon. Cette huile sur toile représente deux femmes nues assises dans un intérieur décoré, une blonde coiffant une brune qui, rêveuse, enserre ses genoux. Don de la Société des amis du musée des Beaux-Arts de Nantes en 1957, l'œuvre est conservée au sein des collections du musée d'Arts de Nantes, à Nantes.

## Histoire de l'oeuvre
Suzanne Valadon peint Les Baigneuses lorsqu’elle commence à être reconnue en tant que peintre. Très prolifique à ce moment de sa carrière, elle s’adonne à représenter dans de nombreux tableaux le nu féminin, un de ses sujets de prédilection.
L’année de sa réalisation Les Baigneuses est exposé à la galerie Berthe Weil à Paris. Puis elle sera de nouveaux exposée à la galerie Georges Petit, pour une exposition rétrospective.

## Description
Dans ce tableau, Suzanne Valadon dépeint une scène intime entre deux femmes. Une est agenouillée et en mouvement, coiffant les cheveux de l’autre assise et statique au sol, les bras encerclant ses jambes. L’intime de la scène est renforcé par le cadrage serré et un espace restreint. Les deux femmes sont installées sur un tapis rouge aux bordures géométriques gris-bleu. En arrière plan, plusieurs éléments se superposent : un rideau fleuri et un paravent. Dans cet espace restreint, du dynamisme est ajouté au tableau par la représentation de différentes matières : parquet, tapis, chair, tissus, paravent.
Les corps se détachent du décor grâce à l’usage du cerne noir.
Les corps sont peints sans idéalisation, tels qu’ils sont observés par la peintre. Cette représentation du nu féminin se propage chez les artistes modernes contemporains de Suzanne Valadon. Le corps féminin n’est ici plus un objet de désir, mais de rêverie, de liberté, de courage et d’universalité.

### Les couleurs
Suzanne Valadon apporte du contraste grâce à la palette chromatique utilisée. Celle-ci apporte de l’éclat, de la vivacité et l'intensité,. Dans l’espace restreint du tableau les coups de pinceau et les couleurs vives se multiplient.
La carnation des peaux n’est pas rose, mais une composition de touches rose, bleu, jaune et verte.
La palette chromatique de Suzanne Valadon ici rappelle celle de l’école de Pont-aven, et notamment le travail pictural de Renoir. On retrouve également les influences de Cézanne et du fauvisme.